# 경비행기

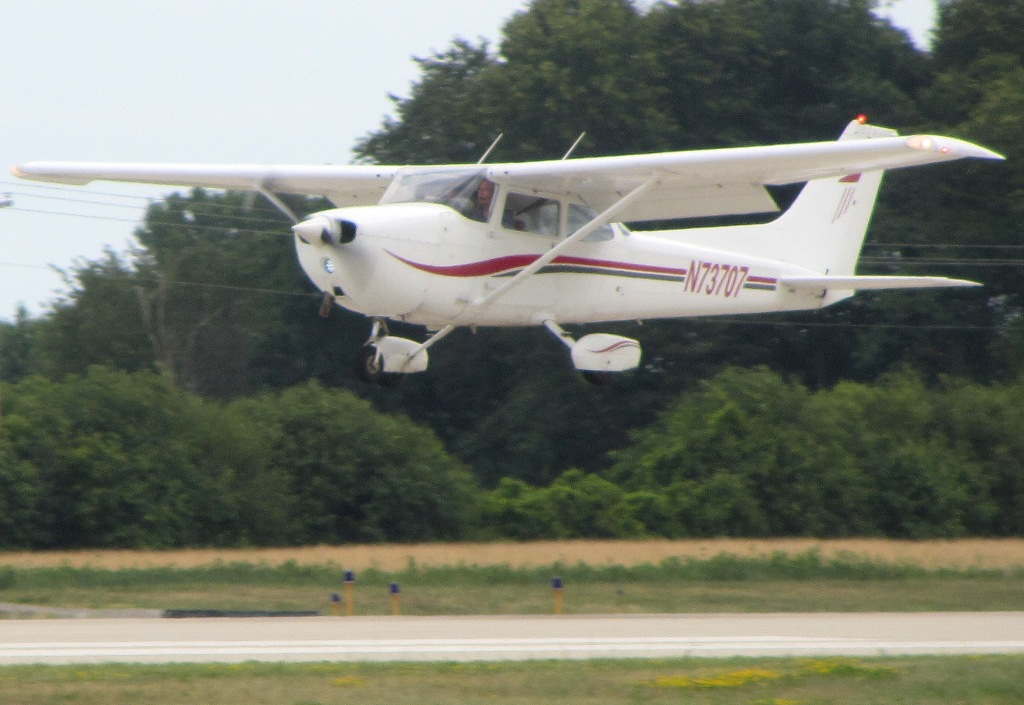
세스나 172

경비행기(輕飛行機, 영어: light aircraft)는 최대 이륙 중량 12,500 lb(5,670 kg) 이하의 비교적 작고 가벼운 항공기를 말한다. 경량항공기라고도 한다.

## 종류
경비행기는 종류도 매우 다양한데 대부분 단발 엔진을 장착한다. 터보프롭 엔진을 단 세스나 208 캐러밴 같은 종류도 있다. 쌍발 엔진 항공기는 속도가 매우 빠르다. 기종은 대부분 육상기이지만, 수상기, 수륙양용기 등 물에서도 활용 가능한 것도 있다. 경비행기를 많이 생산하는 회사는 세스나, 울트라 등이 있으며 특히 세스나는 경비행기를 가장 많이 생산하였다. 아이콘 A5의 경우는 가정용 수륙양용기이기 때문에 조종이 간단하다. 참고로, 로빈슨 R44같은 경헬리콥터도 넓은 의미로 경비행기(경량항공기)에 포함된다.

## 특징
경비행기는 속도가 비교적 빠르지 않기 때문에 랜딩기어를 집어넣지 않아도 된다. 그리고 자격증이 있는 조종사들은 쉽게 조종할 수 있도록 설계되어 있다. 대부분 터보프롭 엔진을 사용하며, 피스톤 엔진을 사용한 것도 있다.
덮개가 없는 것도 있으며, 대부분 덮개가 있다. 행글라이더에 동력엔진과 랜딩기어를 장착하면 경비행기가 될 수 있다. 그리고 엔진이 뒤에 있고 작은 것은 활주로 뿐만아니라 잔디밭에서도 이륙할 수 있다. 대부분 레저용 비행기로, 주문을 하면 구입할 수 있다. 단, 이 항공기는 고도 5,000m밖에 올라갈 수 없다. 좌석은 2~8석밖에 없다.

## 경비행기 사고
지금도 경비행기 사고는 계속 일어나고 있다. 대부분 이륙 실패로 인해 일어나지만, 조종사의 실수나 고도착각으로 인한 추락 또는 불시착 사고가 일어나기도 한다.

## 제작사
- 비치크래프트
- 시러스 에어크래프트
- 세스나
- 다이아몬드 에어크래프트
- 파이퍼 에어크래프트
- 밴스 에어크래프트(영어판)

## 같이 보기
- 동력 행글라이더